# Eruguera de Yap
L'eruguera de Yap (Edolisoma nesiotis) és una espècie d'ocell de la família dels campefàgids (Campephagidae).

## Hàbitat i distribució
Habita els boscos de Yap, una illa de les Carolines.